# داری چار خاجوریا
داری چار خاجوریا (به لاتین: Dari Char Khajuria) یک روستا در بنگلادش است که در استان باریسال و در ناحیه باریسال واقع شده است. 